# Cebulki
Cebulki (deutsch Pilgramsaue) ist ein kleines Dorf in der polnischen Woiwodschaft Ermland-Masuren. Es gehört zur Gmina Kozłowo (Landgemeinde Groß Koslau, 1938 bis 1945 Großkosel) im Powiat Nidzicki (Kreis Neidenburg).

## Geographische Lage
Cebulki liegt im Südwesten der Woiwodschaft Ermland-Masuren, acht Kilometer südwestlich der Kreisstadt Nidzica (deutsch Neidenburg).

## Geschichte
Pilgramsaue hieß bis zum 12. Mai 1874 Abbau Cybulski und bestand im Kern aus einem großen Hof. Bis 1945 war der kleine Ort ein Wohnplatz innerhalb der Landgemeinde Pilgramsdorf (polnisch Pielgrzymowo) im ostpreußischen Kreis Neidenburg. 1905 zählte Pilgramsaue 18 Einwohner.
In Kriegsfolge wurde Pilgramsaue 1945 mit dem gesamten südlichen Ostpreußen an Polen überstellt. Der Ort erhielt die polnische Namensform „Cebulki“ und ist heute als Sitz eines Schulzenamts eine Ortschaft im Verbund der Gmina Kozłowo im Powiat Nidzicki, bis 1998 der Woiwodschaft Olsztyn, seither der Woiwodschaft Ermland-Masuren zugehörig.

## Kirche
Bis 1945 war Pilgramsaue über die Muttergemeinde Pilgramsdorf in die evangelische Kirche Saberau in der Kirchenprovinz Ostpreußen der Kirche der Altpreußischen Union, außerdem in die römisch-katholische Kirche Neidenburg im Bistum Ermland eingepfarrt. Heute gehört Cebulki zur katholischen Kirche in Pielgrzymowo, einer Filialkirche der Pfarrei Nidzica im Erzbistum Ermland, sowie zur evangelischen Heilig-Kreuz-Kirche Nidzica in der Diözese Masuren der Evangelisch-Augsburgischen Kirche in Polen.

## Verkehr
Cebulki ist über eine Verbindungsstraße von Pielgrzymowo aus zu erreichen. Die nächste Bahnstation ist Kozłowo an der Bahnstrecke Działdowo–Olsztyn.